# Andrés Álvarez
Pour les articles homonymes, voir Álvarez et Novelli.
Ne doit pas être confondu avec André Alvarez.
Andrés Nicolás Álvarez Novelli, né à Callao au Pérou le 10 septembre 1916 et mort à une date inconnue, est un footballeur péruvien des années 1930 qui jouait au poste d'attaquant.

## Biographie

### Carrière en club
Formé au Sport Boys de Callao, Andrés Álvarez rejoint l'équipe première du club en 1932. Entre 1933 et 1935, il joue pour l'Atlético Chalaco avant de revenir au Sport Boys en 1936 avec lequel il est sacré champion du Pérou l'année suivante. Il met fin à sa carrière en 1939.

### Carrière en équipe nationale
International péruvien, Andrés Álvarez joue trois matchs en sélection nationale entre 1936 et 1937. Il fait partie de l'équipe qui participe aux Jeux olympiques de 1936 à Berlin et dispute le championnat sud-américain de 1937 en Argentine. 

## Palmarès
Sport Boys
- Championnat du Pérou (1) :
  - Champion : 1937.